# Graur comun
Graurul comun sau graurul european (Sturnus vulgaris) este o pasăre paseriformă de talie medie din familia graurilor, Sturnidae. Are aproximativ 20 cm lungime și un penaj negru lucios, cu un luciu metalic, pătat cu alb în anumite perioade ale anului. Picioarele sunt roz-maroniu, iar ciocul este negru iarna și galben vara; păsările tinere au penaj maro. Este o pasăre zgomotoasă, mai ales în adăposturi comunale și în alte situații gregare, cu un cântec nemuzical, dar variat. Darul său pentru imitație a fost remarcat în literatură, inclusiv în lucrările lui Pliniu cel Bătrân și William Shakespeare.
Graurul comun are aproximativ 12 subspecii care se reproduc în habitate deschise în arealul său nativ din Europa temperată și din Palearctica până în vestul Mongoliei și a fost introdus în Australia, Noua Zeelandă, Canada, Statele Unite, Mexic, Argentina, Africa de Sud și Fiji. Această pasăre este rezidentă în vestul și sudul Europei și în sud-vestul Asiei, în timp ce populațiile din nord-est migrează spre sud și vest în timpul iernii în zona de reproducere și, de asemenea, mai la sud, spre Iberia și Africa de Nord. Graurul comun își construiește un cuib neîngrijit într-o cavitate naturală sau artificială în care sunt depuse patru sau cinci ouă lucioase, de un albastru pal. Acestea au nevoie de două săptămâni pentru a fi clocite și puii rămân în cuib încă trei săptămâni. Această specie este omnivoră, hrănindu-se cu o gamă largă de nevertebrate, precum și semințe și fructe. 
Numărul speciei a scăzut în părți din nordul și vestul Europei începând cu anii 1980, din cauza faptului că se găsesc mai puține nevertebrate de pășune ca hrană pentru puii aflați în creștere. În ciuda acestui fapt, populația sa globală uriașă nu este considerată a fi în scădere semnificativă, așa că graurul comun este clasificat ca fiind cu risc scăzut de dispariție de către Uniunea Internațională pentru Conservarea Naturii.

## Taxonomie și sistematică
Graurul comun a fost descris pentru prima dată de Carl Linnaeus în Systema Naturae în 1758 sub numele său binomial actual. Sturnus și vulgaris provin din latină pentru „graur” și, respectiv, „comun”. În limba română, „graur” provine din latinescul graulus.
Familia de grauri, Sturnidae, este un grup aparținând în întregime Lumii vechi, cu excepția introducerilor în altă parte, cu cel mai mare număr de specii în Asia de Sud-Est și Africa sub-sahariană. Genul Sturnus este polifiletic și relațiile dintre membrii săi nu sunt pe deplin rezolvate. Cel mai înrudit cu graurului comun este grarul fără pete. Graurul fără pete nemigrator poate fi descendent dintr-o populație de S. vulgaris ancestral care a supraviețuit într-un refugiu iberic în timpul unei retrageri în Epoca de Gheață, iar studiile genelor mitocondriale sugerează că ar putea fi considerată o subspecie a graurului comun. Deși rămășițele de grauri comuni sunt cunoscute din Pleistocenul mijlociu, o parte a problemei în rezolvarea relațiilor la Sturnidae este lipsa înregistrărilor fosile pentru întreaga familie.

### Subspecii
Există mai multe subspecii ale graurului comun, care variază în funcție de mărime și nuanța de culoare a penajului adult. Recunoașterea subspeciilor variază între autoritățile taxonomice din cauza variației treptate a ariei geografice și a intergradării extinse.
| Subspecii           | Subspecii             | Subspecii | Subspecii | Subspecii |  |
| Subspecie           | Autoritate taxonomică | Distribuție | Note | Imagine   |  |
| ------------------- | --------------------- | --- | --- | --------- |  |
| S. v. vulgaris      | Linnaeus, 1758        | Cea mai mare parte a Europei, cu excepția extremului nord-vest și sud-est; de asemenea Islanda și Insulele Canare                                                        | Subspecia nominală |           |  |
| S. v. faroensis     | Feilden, 1872         | Insulele Faroe | Puțin mai mare decât specia nominală, mai ales la cioc și picioare. Adultul are un luciu verde-închis și mult mai puține pete. Juvenilul este negru-funingine cu bărbia și zone pe burtă albicioase.                                                                            |           |  |
| S. v. zetlandicus   | Hartert, 1918.        | Insulele Shetland | Ca faroensis, dar de dimensiuni intermediare între acea subspecie și vulgaris. Păsările din Fair Isle, St. Kilda și Hebridele Exterioare sunt intermediare între această subspecie, iar nominalizarea și plasarea cu vulgaris sau zetlandicus variază în funcție de autoritate. |           |  |
| S. v. granti        | Hartert, 1903         | Azore | Mai mic, în special picioarele. Adesea luciu violet pe părțile superioare. |           |  |
| S. v. poltaratskyi  | Finsch, 1878          | Bashkortostanul de Est spre est prin Munții Urali și Siberia centrală, până la Lacul Baykal și vestul Mongoliei                                                          | Asemănător speciei nominale, dar luciul de pe cap este predominant violet, iar pe spate verde, pe flancuri de obicei purpuriu-albastru, pe aripile superioare verde-albăstrui.                                                                                                  |           |  |
| S. v. tauricus      | Buturlin, 1904        | Din Crimeea și la est de râul Nipru spre est în jurul coastei Mării Negre până în vestul Asiei Mici. Nu se găsește în zonele înalte, unde este înlocuit de purpurascens. | Asemănător speciei nominale, dar cu aripi mai lungi. Luciu verde al capului, al corpului bronz-violet, al flancurilor și al aripilor superioare verzui-bronz. Aripile dedesubt sunt negricioase.                                                                                |           |  |
| S. v. purpurascens  | Gould, 1868           | Estul Turciei până la Tbilisi și Lacul Sevan, în zonele înalte de pe malul estic al Mării Negre, înlocuind tauricus                                                      | Asemănător speciei nominale, dar aripile sunt mai lungi și cu luciu verde limitat la urechi, gât și partea superioară a pieptului. Luciu violet în rest, cu excepția flancurilor și a aripilor superioare, unde are un luciu verzui-bronz. Aripile de dedesubt sunt întunecate. |           |  |
| S. v. caucasicus    | Lorenz, 1887          | Delta Volga prin Caucazul de Est și zonele adiacente | Luciu verde pe cap și spate, luciu violet pe gât și pe burtă, mai albăstrui pe aripile superioare. Sub aripile este ca purpurascens. |           |  |
| S. v. porphyronotus | Sharpe, 1888          | Vestul Asiei Centrale | Foarte asemănător cu tauricus, dar mai mic și complet alopatric, fiind despărțit prin purpurascens, caucasicus și nobilior. |           |  |
| S. v. nobilior      | Hume, 1879)           | Afghanistan, sud-estul Turkmenistan și adiacent Uzbekistan și estul Iranului                                                                                             | Ca purpurascens, dar mai mici și cu aripile mai scurte; în zone urechilor luciul este violet, iar partea inferioară și superioară lucioasă destul de roșiatică. |           |  |
| S. v. humii         | Brooks, 1876)         | Kashmir până în Nepal | Mic; luciu purpuriu limitat la zona gâtului și uneori flancurile până la codă. În rest verde lucios. Aceasta este uneori tratată sub numele indicus dat de Hodgson. |           |  |
| S. v. minor         | Hume, 1873            | Pakistan | Mic; luciu verde limitat la cap și burta și spate, altfel purpuriu lucios. |           |  |

## Descriere

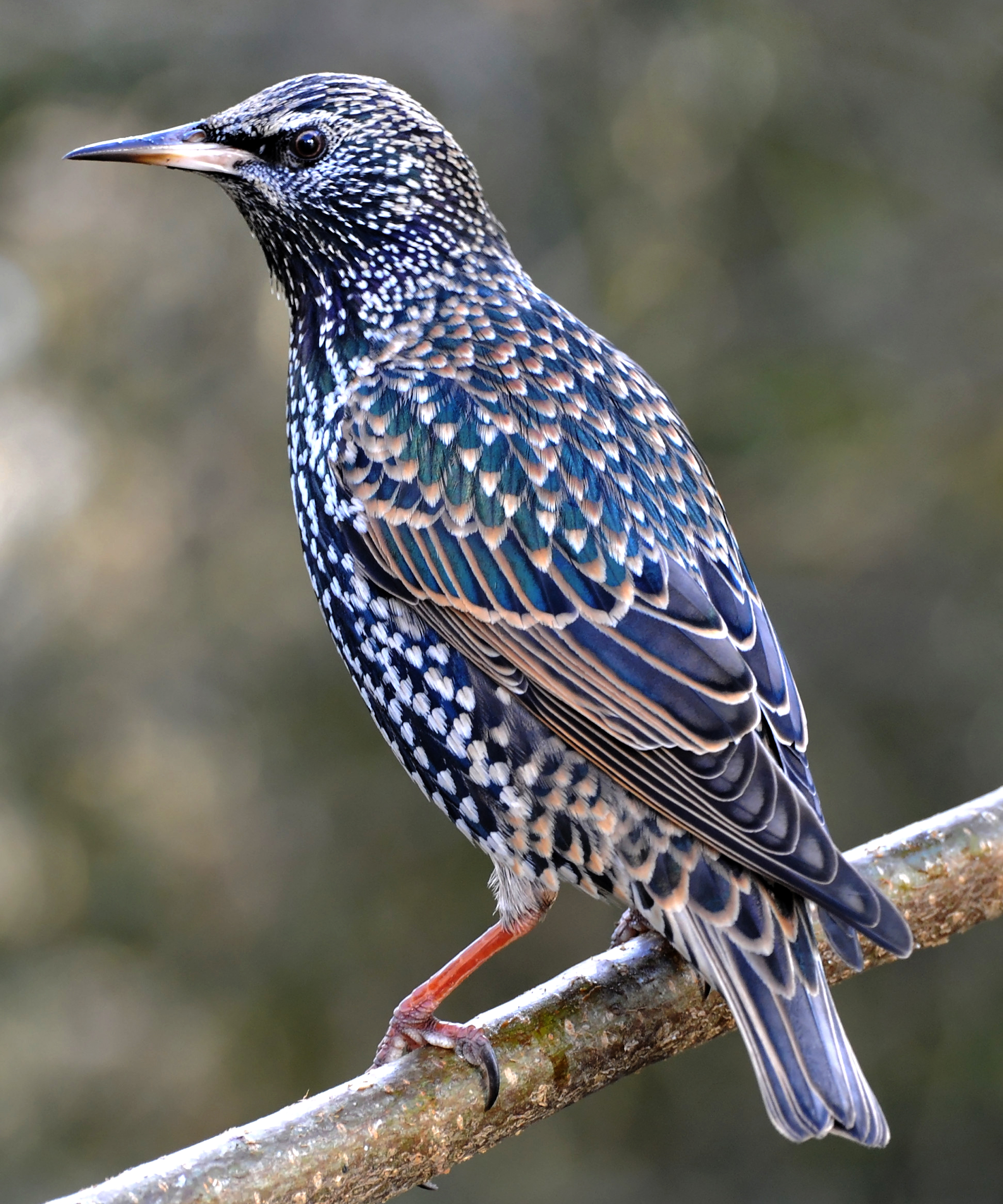

Graurul comun are 19–23 cm lungime, cu o anvergură a aripilor de 31–44 cm și o greutate de 58–101 g. Printre măsurătorile standard, coarda aripii este de 11,8 până la 13,8 cm, coada este de 5,8 până la 6,8 cm, culmenul este de 2,5 până la 3,2 cm și gudronul este 2,7 până la 3,2 cm. Penajul este negru irizant, purpuriu sau verde lucios și stropit cu pete alb-gălbui, mai ales iarna. Picioarele sunt robuste și de culoare roz-maroniu. Ciocul este îngust și conic, cu vârful ascuțit; iarna este maroniu-negru, dar vara, femelele au ciocul galben-lămâie cu baza roz, în timp ce masculii au ciocuri galbene cu baza albastru-gri.
Năpârlirea are loc o dată pe an, la sfârșitul verii după încheierea sezonului de reproducere. Penele noi se remarcă prin vârfurile albe (pene de la piept) sau ciufulite (penele aripii și din spate), ceea ce conferă păsării un aspect pestrițat. Reducerea petelor în sezonul de reproducere se realizează prin uzura normală a vârfurilor ale ale penelor. 
De obicei este posibil să se determine sexul după culoarea irisului, maro intens la bărbați, maro gri sau gri la femele. Determinarea sexului este 97% precisă atunci când se estimează contrastul dintre iris și pupila centrală (întotdeauna întunecată), crescând la 98% dacă se ia în considerare și lungimea penelor gâtului.
La fel ca majoritatea celorlalți grauri, graurul comun se mișcă mergând sau alergând, mai degrabă decât sărind. Zborul este rapid și ușor ondulat. Când sunt într-un stol, păsările decolează aproape simultan, se rotesc și se întorc la unison, formează o masă compactă și aterizează într-o manieră coordonată. Graurul comun în migrație poate zbura cu 60–80 km/h și poate acoperi până la 1.000–1.500 km.
Graurul comun este o pasăre zgomotoasă. Cântecul său constă dintr-o mare varietate de sunete, atât melodice, cât și cu rezonanțe mecanice, care fac parte dintr-o succesiune rituală de sunete. Masculul este cântărețul principal și participă la cântări care pot dura mai mult de un minut pe episod. Fiecare episod include de obicei patru soiuri de cântece, care se succed, fără pauză, în ordine regulată. Păsările mai în vârstă tind să aibă un repertoriu mai larg decât cele mai tinere. Acei masculi care se angajează în perioade mai lungi de cântat și care au repertorii mai largi atrag partenera mai devreme și au un succes reproductiv mai mare decât alții. Femelele par să prefere masculul cu cântece mai complexe, poate pentru că acest lucru indică o experiență mai mare sau longevitate. 

## Galerie

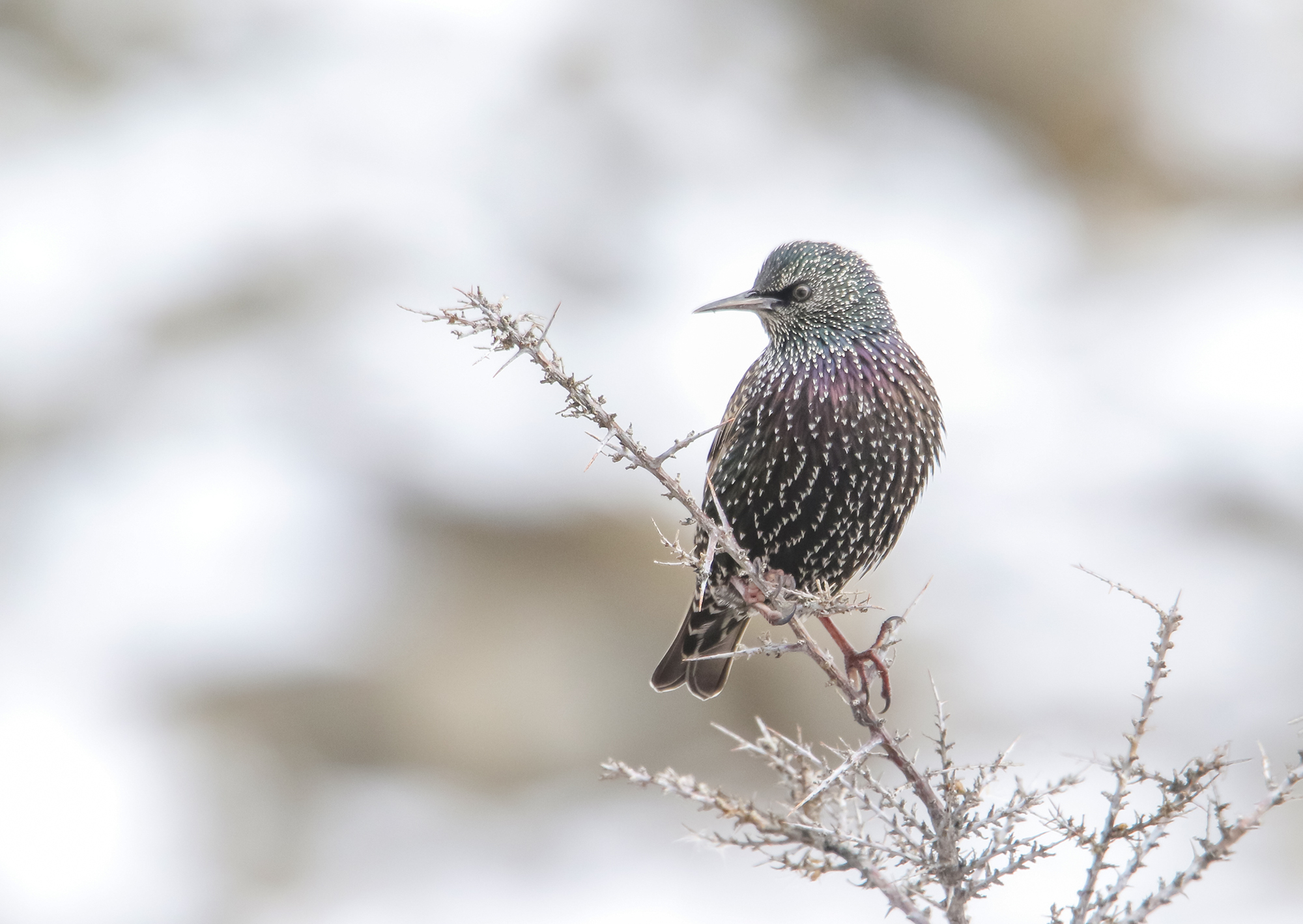
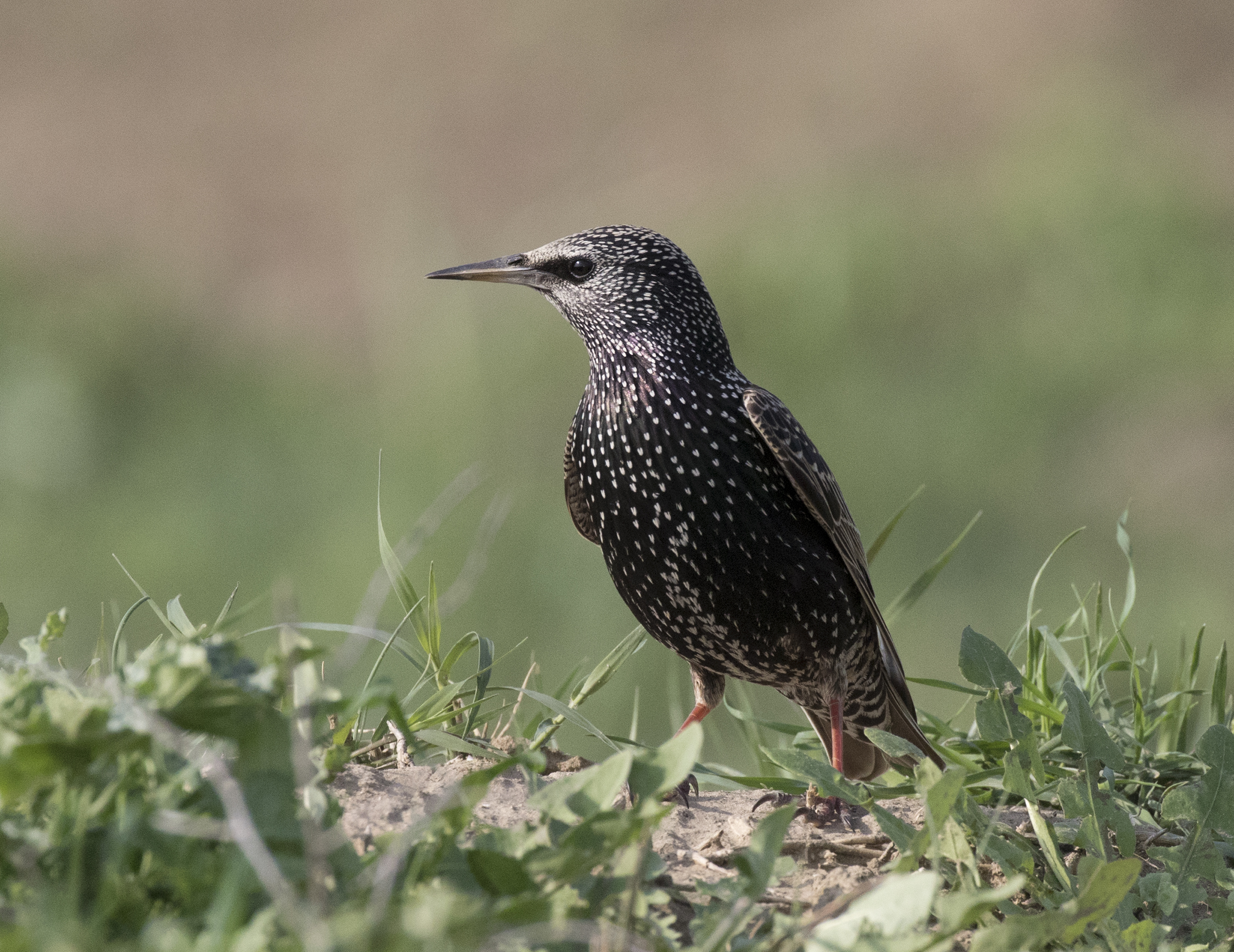
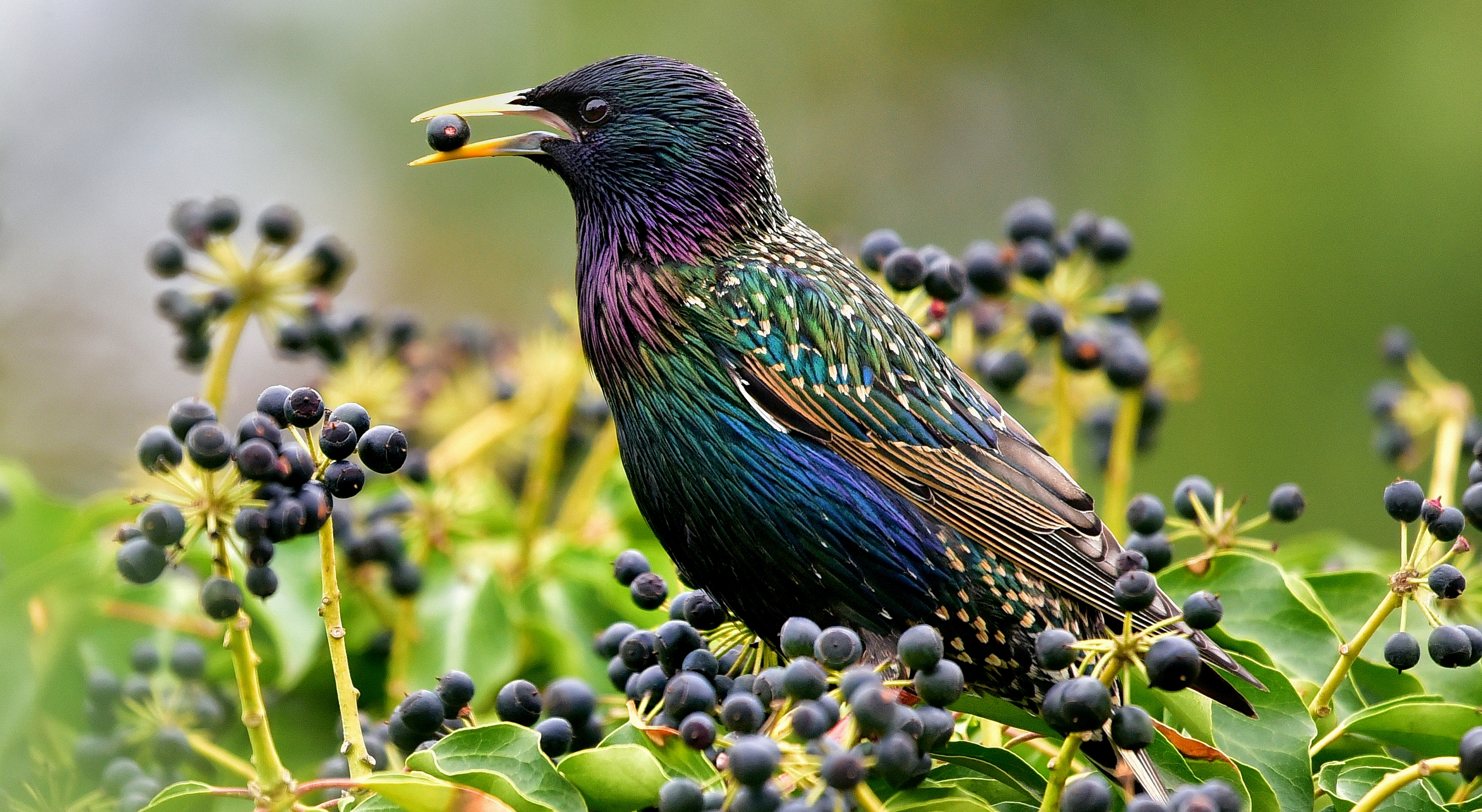
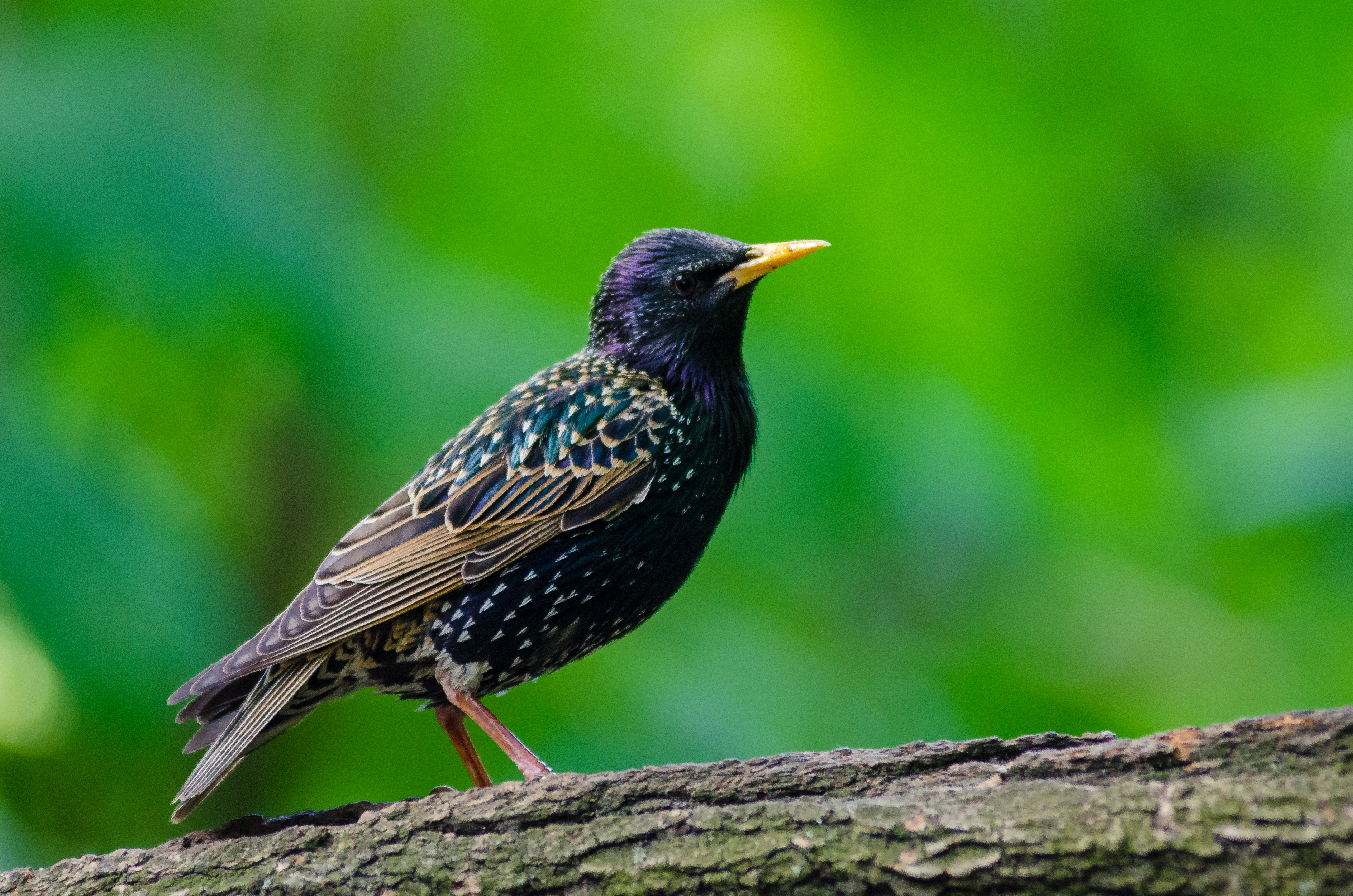
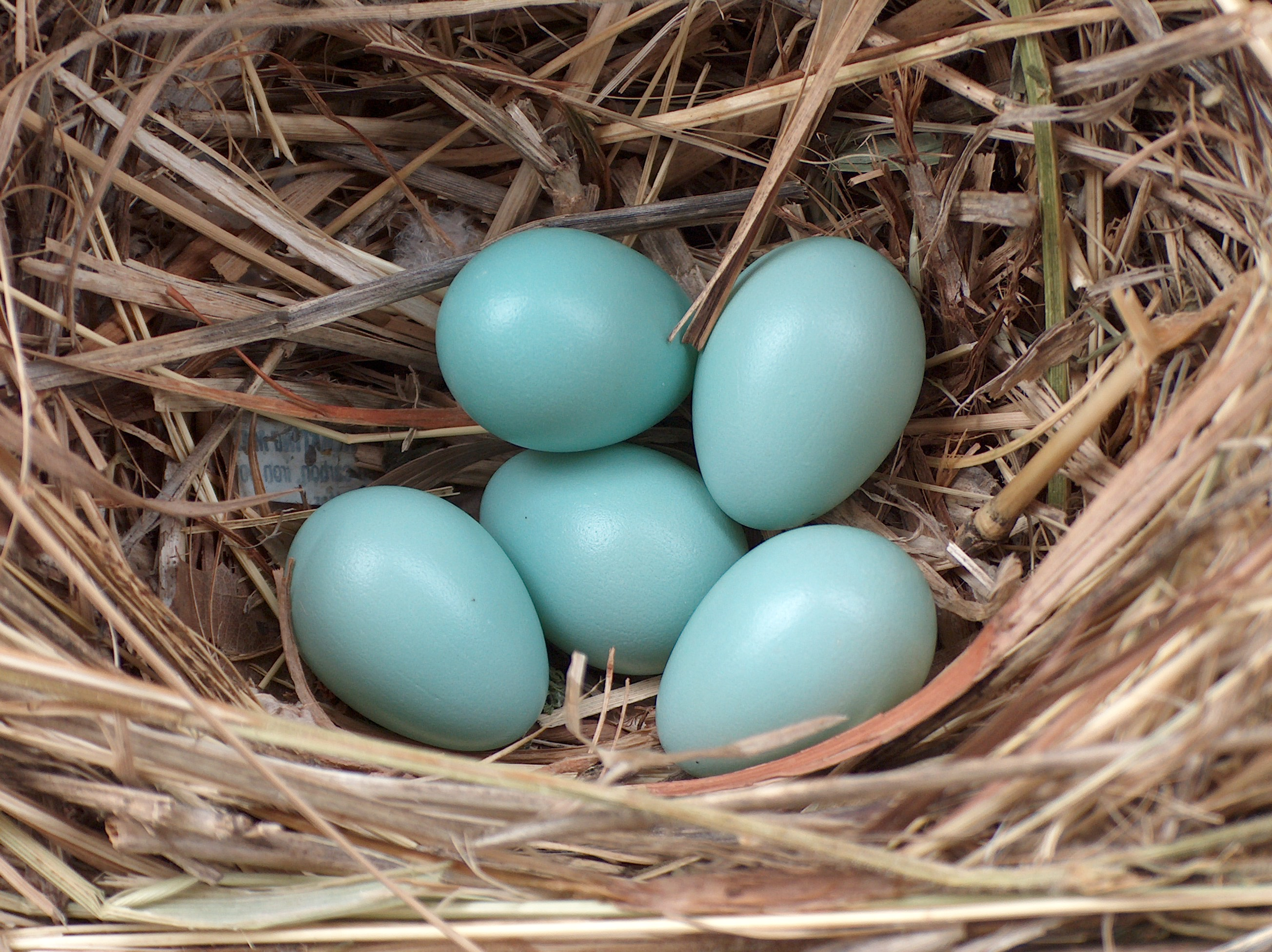
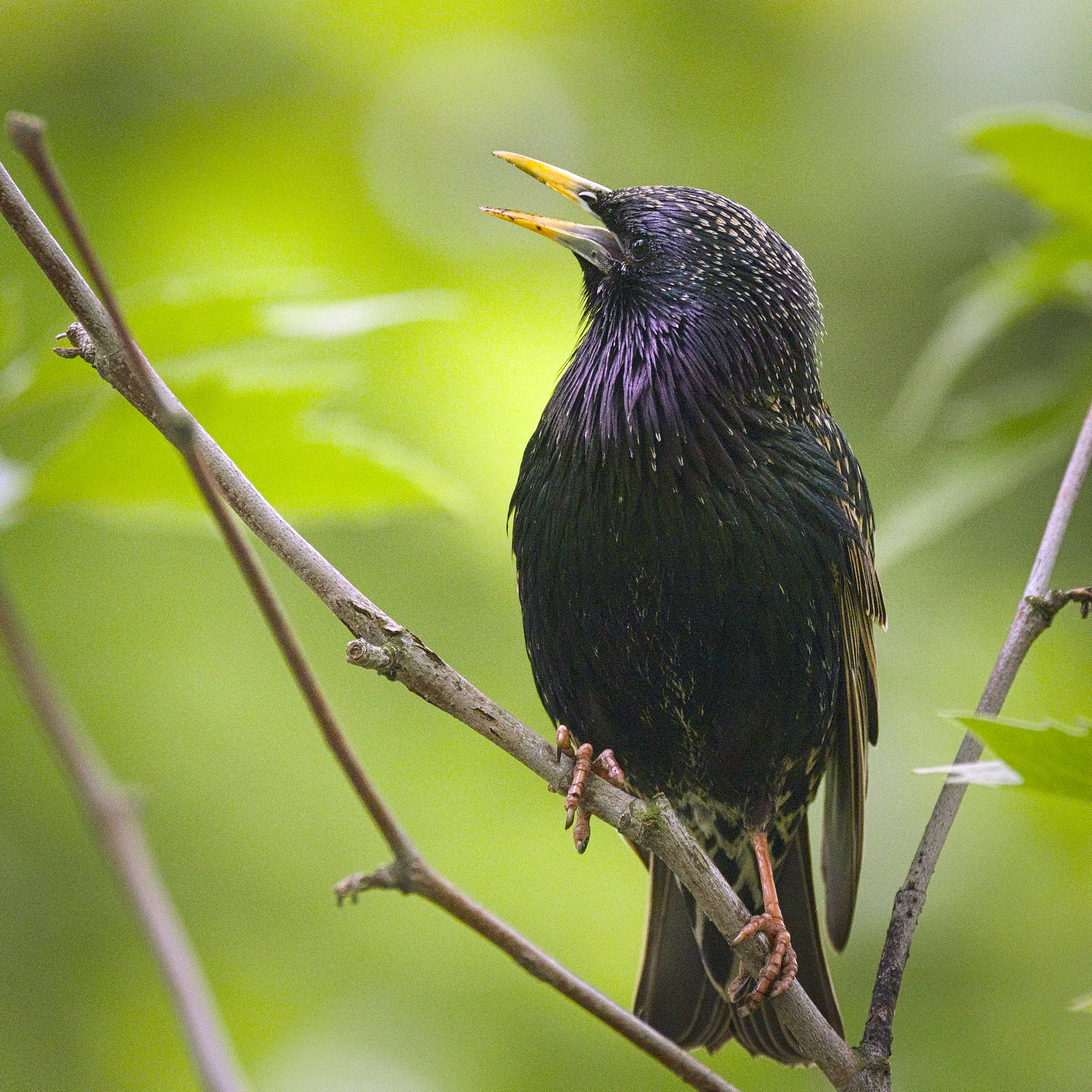
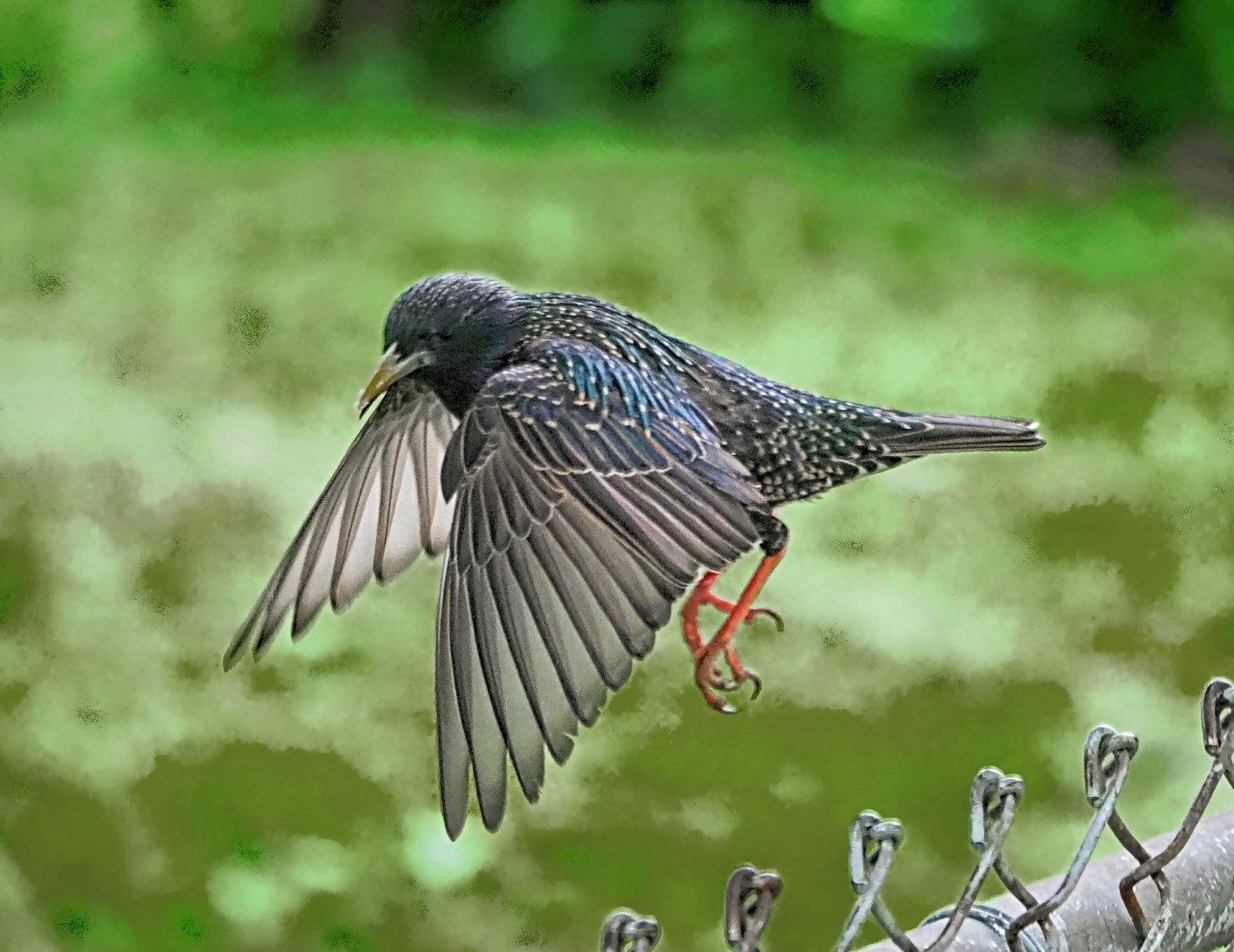
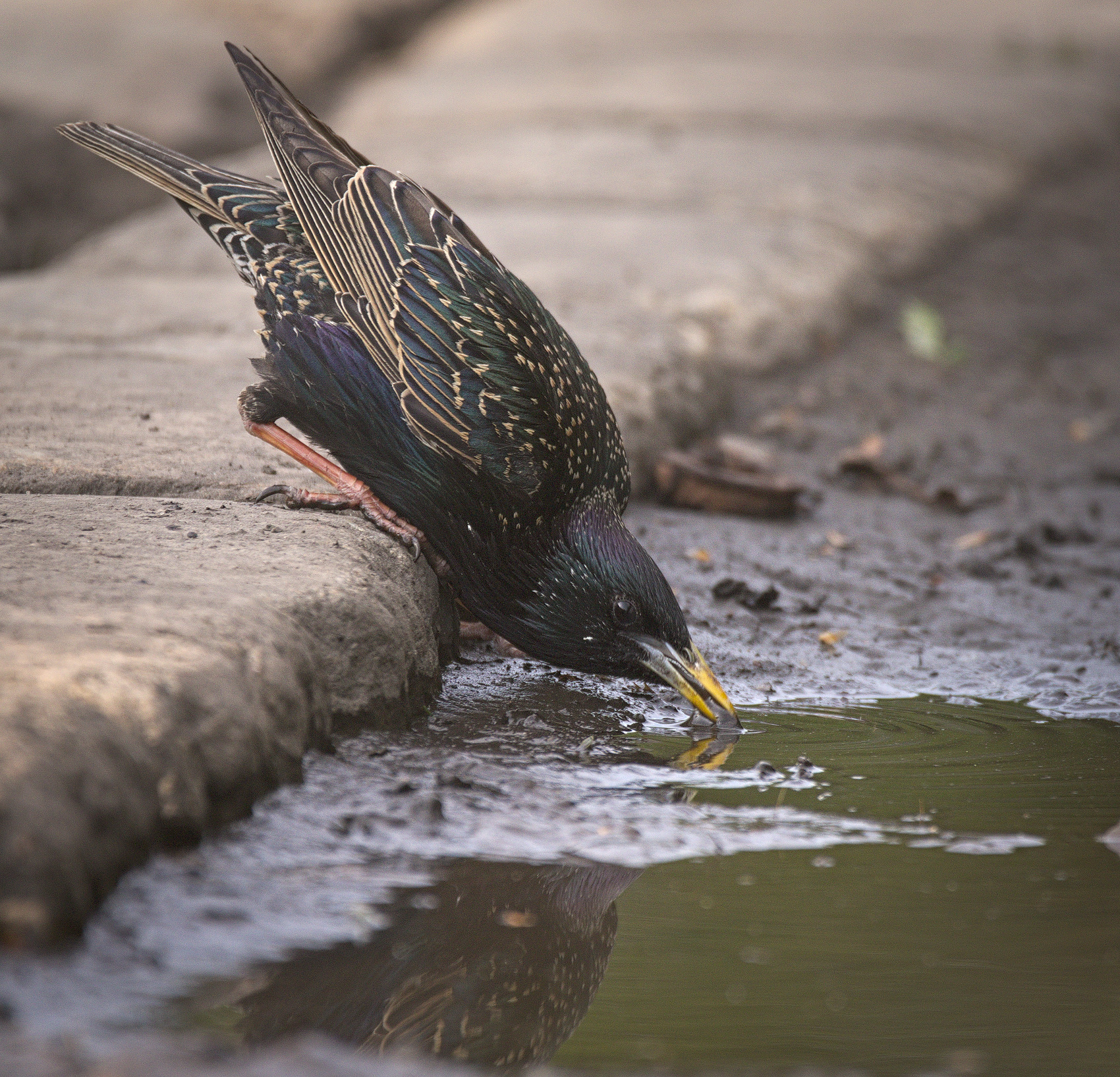
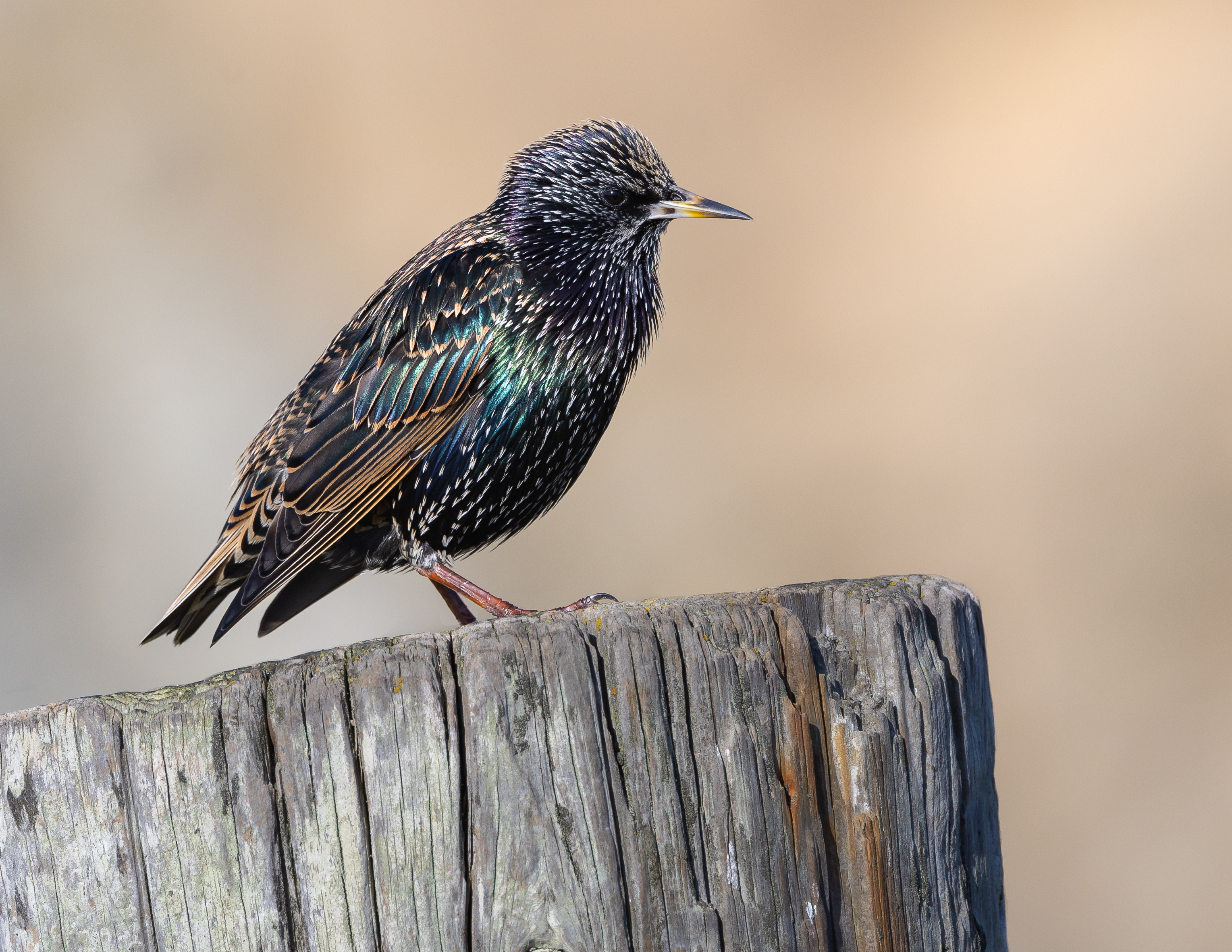
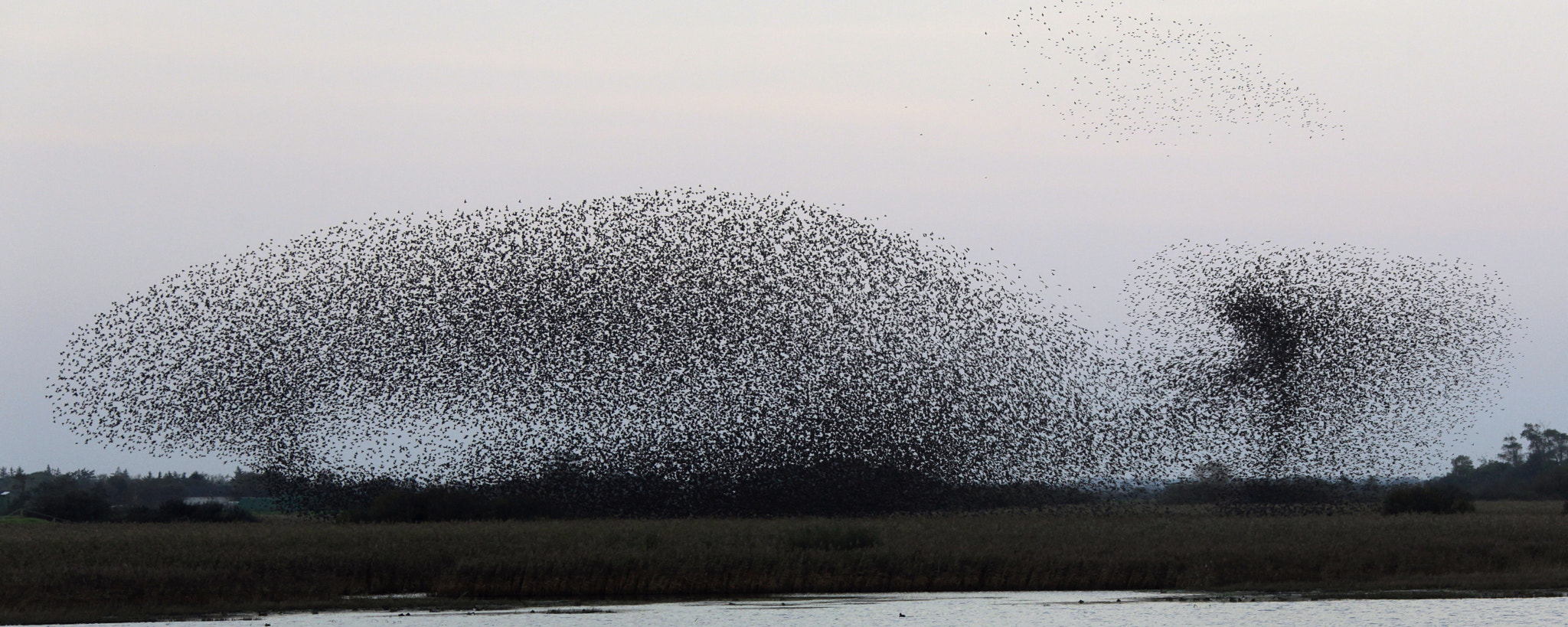